# Şıxbəy
Şıxbəy è un comune dell'Azerbaigian situato nel distretto di Göyçay. Conta una popolazione di 504 abitanti.